# Gyeongsang
La provincia di Gyeongsang (경상도?, 慶尙道?, Gyeongsang-doLR, Kyŏngsang-doMR) è stata una delle otto province del Regno Joseon, nella regione di Yeongnam, situata a sud-est dei monti Sobaek.
Oggi la regione è divisa in 5 divisioni amministrative: le tre città indipendenti di Busan, Taegu e Ulsan e le due province di Gyeongsang Settentrionale e Gyeongsang Meridionale.

## Storia
La provincia venne formata nel 1314 durante il regno di Goryeo, in sostituzione delle precedenti province di Yeongnam, Sannam, Yeongdong, con il nome di Gyeongsang derivante dall'unione dei nomi delle città di Gyeongju (경주?) e Sangju (상주?).
Dopo 70 anni, sotto il dominio dei Goryeo a seguito della ribellione di Yi Seong-gye e la successiva creazione del regno del Grande Joseon da parte di Taejo di Joseon, la provincia venne annessa al nuovo regno.
Dopo che all'inizio degli anni 1910 l'impero coreano, che aveva sostituito il precedente regno di Joseon, divenne dapprima un protettorato e successivamente, una colonia dell'impero giapponese, diversi coreani provenienti dalle province di Gyeongsang e Jeolla, iniziarono a migrare verso quella che allora era la prefettura di Karafuto (oggi oblast' di Sachalin) per lavorare presso l'azienda giapponese Mitsui.